# نوكيا 1680 كلاسيك
موتورولا ستارتك الهاتف النقال موتورولا ستارتك هو صدفي المصنعة من قبل شركة موتورولا. وكان أفرج عنه في 3 يناير 1996. ويجري أول صدفي من أي وقت مضى / الوجه الهاتف المحمول. هو الخلف من MicroTAC تصميم شبه صدفي التي خبت جذوة شهرتها لانس في عام 1989.

## الخصائص
- الشاشة: إل سي دي 128 × 160
- الوزن: 73.7 غرام
- الذاكرة: 11 ميجابايت